# Coppa Italia Dilettanti Lombardia
La Coppa Italia Dilettanti Lombardia è il massimo torneo calcistico a eliminazione diretta della regione Lombardia. 
Istituito nel 1991-1992, è riservato alle squadre di Eccellenza Lombardia e consente al vincitore di partecipare alla fase nazionale della Coppa Italia Dilettanti, la cui vincitrice viene promossa in Serie D.

## Formula
I club di Eccellenza Lombardia vengono divisi in sedici gironi da tre o quattro squadre; ogni squadra gioca una sola volta contro le altre, in casa o in trasferta; sono assegnati tre punti per la vittoria, uno per il pareggio e zero per la sconfitta; passano al secondo turno le prime classificate di ogni girone.
Le sedici vincitrici accedono agli ottavi ad eliminazione diretta con partite di sola andata.
Le otto vincitrici si qualificano per i quarti, sempre ad eliminazione diretta con partite di sola andata.
Le quattro vincitrici passano in semifinale che si giocano in gare d'andata e ritorno.
La finale si gioca in gara unica in campo neutro.

## Albo d'oro
| Stagione  | Vincitrice         | Finalista                                  | Risultato      | Luogo                                                      | Coppa Italia Dilettanti |
| --------- | ------------------ | ------------------------------------------ | -------------- | ---------------------------------------------------------- | ----------------------- |
| 1991-1992 | Quinzano           | Romanese                                   | 4-1; 0-2       | Quinzano d'Oglio e Romano di Lombardia                     | Vincitrice              |
| 1992-1993 | Soresinese         | Meda, Orceana                              | Triangolare    | Meda, Orzinuovi e Soresina                                 | 1º turno                |
| 1993-1994 | Virtus Petosino    | Meda, Crema                                | Triangolare    | Crema, Meda e Petosino di Sorisole                         | Quarti di finale        |
| 1994-1995 | Guanzatese         | Cistellum                                  |                |                                                            | Semifinale              |
| 1995-1996 | Olginatese         | Sant'Angelo, Castelcovati                  | Triangolare    | Castelcovati, Olginate e Sant'Angelo Lodigiano             | 1º turno                |
| 1996-1997 | Castiglione        | Castellana (Castel San Giovanni), Corbetta | Triangolare    | Castel San Giovanni, Castiglione delle Stiviere e Corbetta | 1º turno                |
| 1997-1998 | Stezzanese         | Castellana                                 | 1-0            | Pero                                                       | 1º turno                |
| 1998-1999 | Salò               | Sagnino                                    | 1-0            | Caravaggio                                                 | 1º turno                |
| 1999-2000 | Colognese          | Guanzatese                                 | 2-0            | Caravaggio                                                 | 1º turno                |
| 2000-2001 | Caratese           | Castellana                                 | 2-0            | Offanengo                                                  | Finalista               |
| 2001-2002 | Darfo Boario       | Cremapergo                                 | 1-0            | Iseo                                                       | Quarti di finale        |
| 2002-2003 | Nuova Albano       | Lecco                                      | 1-0            | Monza                                                      | 1º turno                |
| 2003-2004 | Salò               | Sporting San Donato                        | 2-1            | Verdello                                                   | Vincitrice              |
| 2004-2005 | Colognese          | Verolese                                   | 4-3 (dts)      | Palazzolo sull'Oglio                                       | Vincitrice              |
| 2005-2006 | Verolese           | Isola                                      | 0-0; (4-3 dtr) | Darfo Boario Terme                                         | 1º turno                |
| 2006-2007 | Ponte San Pietro   | Corsico                                    | 2-1            | Brugherio                                                  | 1º turno                |
| 2007-2008 | Gavirate           | Dellese                                    | 3-1            | Terno d'Isola                                              | 1º turno                |
| 2008-2009 | Cantù              | Palazzolo                                  | 2-1            | Ponte San Pietro                                           | Semifinale              |
| 2009-2010 | Seregno            | Aurora Seriate                             | 2-1            | Trezzo sull'Adda                                           | 1º turno                |
| 2010-2011 | Inveruno           | Aurora Seriate                             | 2-0            | Seveso                                                     | Semifinale              |
| 2011-2012 | Caravaggio         | Sestese                                    | 0-0; (5-4 dtr) | Sesto San Giovanni                                         | 1º turno                |
| 2012-2013 | Inveruno           | Ciserano                                   | 2-1            | Lecco                                                      | 1º turno                |
| 2013-2014 | Ciserano           | Trezzano                                   | 1-1; (7-6 dtr) | Carate Brianza                                             | 1º turno                |
| 2014-2015 | Bustese            | Varesina                                   | 2-0            | Solbiate Arno                                              | Finalista               |
| 2015-2016 | Ardor Lazzate      | Legnano                                    | 2-0            | Sesto San Giovanni                                         | 1º turno                |
| 2016-2017 | Calcio Romanese    | Ardor Lazzate                              | 2-1            | Oggiono                                                    | Semifinale              |
| 2017-2018 | Mariano            | Cavenago Fanfulla                          | 1-1; (5-4 dtr) | Sesto San Giovanni                                         | Quarti di finale        |
| 2018-2019 | Varese             | CasateseRogoredo                           | 3-2            | Meda                                                       | 1º turno                |
| 2019-2020 | Casatese           | Valcalepio                                 | 1-0            | Almenno San Salvatore                                      | Gare non disputate      |
| 2020-2021 | Non completata     | Non completata                             | Non completata | Non completata                                             | Annullata               |
| 2021-2022 | Ciliverghe Mazzano | Mapello                                    | 2-1            | Lumezzane                                                  | Semifinale              |
| 2022-2023 | Cast Brescia       | Leon                                       | 4-2 (dts)      | Castelli Calepio                                           | Vincitrice              |
| 2023-2024 | Solbiatese         | Ciliverghe Mazzano                         | 3-3; (9-8 dtr) | Seregno                                                    | Finalista               |
| 2024-2025 | Rovato Vertovese   | Solbiatese                                 | 4-0            | Seregno                                                    | Vincitrice              |

### Edizioni vinte per squadra
| Squadra            | Titoli | Stagioni             |
| ------------------ | ------ | -------------------- |
| Salò               | 2      | 1998-1999, 2003-2004 |
| Colognese          | 2      | 1999-2000, 2004-2005 |
| Inveruno           | 2      | 2010-2011, 2012-2013 |
| Quinzano           | 1      | 1991-1992            |
| Soresinese         | 1      | 1992-1993            |
| Virtus Petosino    | 1      | 1993-1994            |
| Guanzatese         | 1      | 1994-1995            |
| Olginatese         | 1      | 1995-1996            |
| Castiglione        | 1      | 1996-1997            |
| Stezzanese         | 1      | 1997-1998            |
| Caratese           | 1      | 2000-2001            |
| Darfo Boario       | 1      | 2001-2002            |
| Albano             | 1      | 2002-2003            |
| Verolese           | 1      | 2005-2006            |
| Ponte San Pietro   | 1      | 2006-2007            |
| Gavirate           | 1      | 2007-2008            |
| Cantù              | 1      | 2008-2009            |
| Seregno            | 1      | 2009-2010            |
| Caravaggio         | 1      | 2011-2012            |
| Ciserano           | 1      | 2013-2014            |
| Bustese            | 1      | 2014-2015            |
| Ardor Lazzate      | 1      | 2015-2016            |
| Calcio Romanese    | 1      | 2016-2017            |
| Mariano            | 1      | 2017-2018            |
| Varese             | 1      | 2018-2019            |
| Casatese           | 1      | 2019-2020            |
| Ciliverghe Mazzano | 1      | 2021-2022            |
| Cast Brescia       | 1      | 2022-2023            |
| Solbiatese         | 1      | 2023-2024            |
| Rovato Vertovese   | 1      | 2024-2025            |

#### Titoli per provincia
| Provincia     | Vittorie | Secondi posti | Finali disputate | Squadre vincenti |
| ------------- | -------- | ------------- | ---------------- | --- |
| Bergamo       | 9        | 7             | 16               | Colognese (2), Virtus Petosino, Stezzanese, Nuova Albano, Ponte San Pietro, Caravaggio, Ciserano, Calcio Romanese (1) |
| Brescia       | 8        | 6             | 14               | Salò (2), Quinzano, Darfo Boario, Verolese, Ciliverghe, Cast Brescia, Rovato Vertovese (1)                            |
| Milano        | 4        | 7             | 11               | Inveruno (2), Caratese, Bustese (1)                                                                                   |
| Varese        | 3        | 4             | 7                | Gavirate, Varese, Solbiatese (1)                                                                                      |
| Como          | 3        | 2             | 5                | Guanzatese, Cantù, Mariano (1)                                                                                        |
| Lecco         | 2        | 2             | 4                | Olginatese, Casatese (1)                                                                                              |
| Monza Brianza | 2        | 2             | 4                | Seregno, Ardor Lazzate (1)                                                                                            |
| Cremona       | 1        | 2             | 3                | Soresinese (1) |
| Mantova       | 1        | 2             | 3                | Castiglione (1) |
| Lodi          | -        | 2             | 2                | |
| Piacenza      | -        | 1             | 1                | |

## Record
- Il Salò, la Colognese e l'Inveruno, con due vittorie ciascuna, sono le uniche squadre ad aver vinto più di un'edizione della competizione.
- Nessuna squadra ha disputato più di due finali: oltre alle suddette Salò, Colognese e Inveruno che hanno vinto entrambe quelle giocate, Guanzatese, Verolese, Ciserano, Ardor Lazzate, Casatese, Ciliverghe e Solbiatese hanno ottenuto una vittoria e una sconfitta, mentre Meda, Castellana e Aurora Seriate hanno riportato sconfitte in entrambe le proprie finali.
- Cinque sono state le formazioni lombarde ad aver poi conquistato anche la Coppa Italia Dilettanti: Quinzano, Salò, Colognese, Cast Brescia e Rovato Vertovese.
- Il Salò, il Cast Brescia e il Rovato Vertovese hanno vinto nella stessa stagione il proprio girone di Eccellenza, la Coppa Italia Dilettanti Lombardia e la Coppa Italia Dilettanti.
- La Nuova Albano, il Seregno, il Caravaggio, l'Inveruno, il Ciserano, la Bustese e la Casatese hanno vinto nella stessa stagione il torneo e il proprio girone di Eccellenza Lombardia.
- La Nuova Albano nel 2002-2003 è però l'unica formazione ad aver vinto il torneo nell'unica edizione disputata.
- La provincia di Bergamo vanta sia il maggior numero di vittorie delle proprie squadre (9), che quello di squadre partecipanti alla finale (16).
- Nessuna squadra delle province di Lodi, Pavia e Sondrio ha mai vinto il torneo, così come nessuna squadra delle province di Pavia e Sondrio ha nemmeno mai raggiunto la finale.